# Matatrolls
«Matatrolls» (título original en inglés Trollslayer) es una novela de ficción escrita por William King, primera de la serie de 12 novelas Las aventuras de Gotrek y Félix y ambientada en el universo fantástico del juego de miniaturas Warhammer. El libro está escrito en formato de capítulos, conteniendo cada capítulo una aventura diferente con diferentes personajes secundarios y villanos. Algunos de estos capítulos son viejas historias que William King escribió a finales de los años 1980 y principios de los 90. La novela muestra el trasfondo de muchos momentos importantes que Félix Jaeger recordará en otras historias posteriores, como su primer encuentro con el Caos y su primer gran amor, por no mencionar cómo y dónde consiguió su espada mágica.
"Matatrolls" fue publicada por primera vez en 1999 y su segunda edición en 2003. También ha sido incluida, junto con la segunda y la tercera parte de la saga, en un volumen compilatorio llamado Las aventuras de Gotrek y Félix publicado en 2006.

## Capítulos
Geheimnisnacht (Noche de difuntos)
El primer capítulo comienza poco después de que los dos aventureros se conocieran y abandonaran Altdorf juntos. Estos son echados del carruaje en el que viajaban debido a los comentarios que Gotrek Gurnisson dedica al cochero y especialmente a la mujer de este. Mientras siguen su viaje a pie, casi son arrollados por un carruaje negro, al que Gotrek jura encontrar para darle su merecido al conductor. Siguiendo el camino llegan a la Posada de las Piedras Erguidas, donde se enteran de que en Geheimisnacht, un aquelarre que tiene lugar en el Círculo de Piedras Oscuras, son raptados niños y otras personas para hacer sacrificios. Gotrek y Félix descubren que el hijo del posadero, Gunter, y su mujer han desaparecido, y prometen encontrar el Círculo de Piedras Oscuras y destruir el aquelarre para salvar a Gunter y a su mujer. Tras encontrar el camino hacia el Círculo, se encuentran con un adepto corrupto del culto que canta un salmo ininteligible antes de caer bajo el hacha de Gotrek. Finalmente encuentran el círculo y el aquelarre y se dan cuenta de que el maestro de ceremonias del culto es el cochero del carruaje negro. Observan atentamente durante un tiempo y descubren que se trata de un culto a Slaanesh, El Señor del Placer. Finalmente atacan y destruyen el aquelarre que pretendía sacrificar a un bebe robado, tras la refriega se enteran de que Gunter y su mujer pertenecían al culto y como consecuencia están los dos muertos. Gotrek y Félix rescatan al bebe que iba a ser sacrificado y siguen adelante en su camino. Este es un hecho al que Félix hará referencia en numerosas ocasiones en novelas posteriores, ya que fue su primer contacto auténtico con las fuerzas del Caos.
Jinetes de Lobo
La historia comienza con Félix en una taberna tratando de proteger a una chica de los abusos de tres enormes cazadores: Hef, Kell y Lars. Trata de arreglárselas como puede hasta que Gotrek aparece para deshacerse de los molestos tipos. La chica se presenta a sí misma como Kirsten, y les explica que ella y su familia forman parte de la caravana von Diehl, compuesta por una familia noble maldita, sus sirvientes y los familiares de estos, que se dirigen hacia los Reinos Fronterizos. Gotrek y Félix se dirigen a la ciudad enana de Karak Ocho-Picos debido a ciertas historias que han oído sobre un gran tesoro y deciden unirse a los von Diehl, ya que el camino les lleva en la misma dirección, y además podrían usar la protección que les ofrece la caravana. Tras el viaje a través de las Montañas Grises, y alcanzando los Reinos Fronterizos, Félix se enamora profundamente de Kirsten, amor que es correspondido por parte de ella. Mientras están acampados en las Colinas Malditas, el campamento es atacado por guerreros no-muertos, y durante la pelea, Felix mata al cazador Lars, después de que este se volviera loco y lo atacara a él. Los hombres consiguen vencer a los no-muertos y se dirigen hacia un fuerte en ruinas, el cual Gotrek ayuda a reconstruir, guiándose por sus conocimientos como ingeniero antes de convertirse en matatrolls. Finalmente el fuerte es atacado por jinetes de lobo, liderados por un Chamán goblin, y durante este primer encuentro, Gottfried, el líder de los von Diehl, es alcanzado por una flecha y es llevado por su hijo, Deiter; su sobrino, Manfred; Frau Winter, una hechicera; y Kirsten, la ayudante de Frau Winter, para ser curado. Después de un día sin noticias de ellos, y con la segunda acometida comenzando, Felix seva parainvestigar, dejando a Gotrek y los demás hombres para repeler la acometida de la horda que está a punto de romper las puertas del fuerte. Felix encuentra a Frau Winter y Kirsten, una está muerta y la otra morirá en sus brazos, por lo que jura vengar su muerte. Entonces se encuentra con Dieter, al que le han aplastado la cabeza, y entra en la habitación de Gottfired y ve que ha sido apuñalado en su cama mientras que Manfred está sentado allí limpiando el cuchillo con el que lo apuñaló. Manfred, que se ha vuelto loco, trata de explicar a Félix que la maldición de los von Diehl es una mutación traída por su abuelo que era un hereje y que el trataba de hacer desaparecer la maldición matando a todos los von Diehl. Tras estas divagaciones Félix y él se enzarzan en batalla y como resultado Manfred cae a manos de Félix, quien sentencia "Ahora si que se ha cumplido la maldición". Cuando Félix sale al exterior encuentra a Gotrek sobre una pila de cadáveres goblins, lobos y humanos, entre los que se encuentran Hef y Kell. El solo acabó con la acometida matando al chamán y perdiendo un ojo en la refriega, los humanos supervivientes fueron acogidos por los príncipes de las tierras cercanas, mientras que Gotrek y Félix se marcharon siguiendo su camino.
- Datos: Q3488153